# Günter Bialas
Günter Friedrich Bialas (Bielschowitz, (Alta Silèsia), 19 de juliol, 1907 - Glonn, (Alta Baviera), 8 de juliol, 1995), va ser un compositor i professor universitari alemany.

## Carrera
Bialas era fill de Friedrich i Marie, de soltera Kijora. Bialas va rebre classes de piano i teoria a Katowice entre 1922 i 1925 amb Fritz Lubrich (1888–1971), alumne de Max Reger. Després de graduar-se a l'institut alemany de Katowice, va començar a estudiar musicologia, alemany i història a la Universitat Friedrich Wilhelm de Breslau el 1926. Del 1927 al 1931 va estudiar música escolar a l'Acadèmia Prussiana de Berlín. Del 1934 al 1937 va ensenyar a l'institut de dones Ursulines de Breslau-Carlowitz.
Va prendre altres classes de composició amb Max Trapp a Berlín. Va conèixer Sergiu Celibidache a través d'amics romanesos i el va preparar per a l'examen d'accés a la Universitat de Música de Berlín. El 1939 va ser nomenat professor de teoria musical i composició a l'Institut d'Educació Musical de la Universitat de Breslau. Després del servei militar i de l'empresonament (1941–1945), va fugir de Silèsia a Baviera amb la seva dona, la cantant Gerda Specht, i el 1946 es va convertir en cap de la Societat Bach de Munic.

De 1947 a 1959 va treballar com a professor de composició a l'Acadèmia de Música del Nord-oest d'Alemanya, actualment la Universitat de Música de Detmold. L'any 1959 es va traslladar a la Universitat Estatal de Música de Munic com a professor de composició i hi va impartir classes fins al 1972. Els seus alumnes el van valorar molt: 
| « | "Günter Bialas és un professor extremadament subtil... La vivacitat, l'obertura estilística i la socialitat. liberalitat... més enllà de l'arrogància professoral, Ulrich Stranz descriu molt clarament en el seu... obituari al venerat professor i amic..." | » |

El 1962 es va fer construir una casa per la parella d'arquitectes de Munic Grete i Werner Wirsing.
L'Acadèmia de Belles Arts de Baviera, el departament de música de la qual Bialas va dirigir entre 1974 i 1979, va atorgar cada dos anys del 1998 al 2013 el Premi Gerda i Günter Bialas de Composició, finançat per la Fundació GEMA.
Després de la seva mort, un carrer de la seva darrera casa de l'Alta Baviera, Glonn, va rebre el seu nom. Un signe addicional indica l'homònim i les dates de la seva vida.

## Honors i premis
- 1954 Gran Premi de Música de l'Estat de Renània del Nord-Westfàlia
- 1962 Premi de Música de Munic
- 1964 Premi Johann Wenzel Stamitz
- 1967 Premi de Música de l'Acadèmia de Belles Arts de Baviera
- 1968 Creu al Mèrit de 1a classe de la República Federal d'Alemanya
- 1971 Membre numerari de l'Acadèmia de Belles Arts de Baviera
- 1977 Orde del Mèrit de Baviera
- 1980 Premi de Cultura de Silèsia de l'estat de Baixa Saxònia
- 1987 Premi Cultural Honorífic de la capital de l'estat de Munic
- 1988 Premi de Música Plön
- 1991 Ordre Maximilià de Baviera per a la Ciència i l'Art
- Moneda d'or d'honor de 1992 de la capital de l'estat de Munic[3]

## Alumnes de Günter Bialas
| - Hans Gresser (1921–2003) - Harry Höfer (1921–2007) - Klaus Hashagen (1924–1998) - Gottfried Michael Koenig (1926–2021) - Manfred Kluge (1928–1971) - Gerd Zacher (1929–2014) - Albrecht Gürsching (* 1934) - Nicolaus A. Huber (* 1939) - Wilfried Hiller (* 1941) - Michael Rüggeberg (* 1941) | - Christian Ridil (* 1943) - Peter Kiesewetter (1945–2012) - Wolfgang Zoubek (1945–2007) - Ulrich Stranz (1946–2004) - Heinz Winbeck (1946–2019) - Peter Michael Hamel (* 1947) - Paul Engel (* 1949) - Jürgen Maehder (* 1950) - Michael Denhoff (* 1955) |